# Alianza Socialista de Andalucía
La Alianza Socialista de Andalucía (ASA) fue una organización política clandestina de España, de ideología nacionalista andaluza, que operó durante los últimos años de la dictadura franquista. Surgió en 1971 en una reunión en Mairena del Alcor en la que estuvieron presentes Alejandro Rojas-Marcos, Luis Uruñuela, Guillermo Jiménez Sánchez, Diego de los Santos, Juan Carlos Aguilar, Ángel Tarancón, Rafael Illescas y Fermín Rodríguez Sañudo, miembros del grupo Compromiso Político de Andalucía, primera organización andalucista surgida tras el asesinato de Blas Infante en 1936.
En junio de 1976 la ASA celebra el I Congreso Andalucista en la Universidad de Málaga, que se clausura en octubre en Sevilla, y que supuso la salida oficial de la clandestinidad de la organización, que se transforma en el Partido Socialista de Andalucía.
Una de las acciones más notorias de la ASA fue el lanzamiento del manifiesto "Por un Poder Andaluz" en 1976, en el que se reclama que Andalucía "debe configurarse jurídicamente a través de un Estatuto de Autonomía" como "única vía posible para acabar con la dependencia política y la explotación económica y social".